# Сердюкова, Анастасия Евгеньевна
Анастаси́я Евге́ньевна Сердюко́ва (29 мая 1997 года, Ташкент) — узбекистанская гимнастка. Лидер сборной Узбекистана по художественной гимнастике, мастер спорта международного класса. Чемпионка в командном первенстве, бронзовый призёр Азиатских игр в индивидуальном первенстве (2014). Чемпионка Азии в командном первенстве (2015).

## Биография
Анастасия Сердюкова родилась в 1997 году в Ташкенте. В секцию по художественной гимнастики к тренеру Севар Каримова, Настю в трёхлетнем возрасте привела сестра .
Абсолютная победительница Чемпионата Азии 2017 года в индивидуальном многоборье и командном многоборье, а также в финалах в упражнении с булавами и упражнении с лентой. Серебро в упражнении с мячом.
Участвовала в Олимпийских играх 2016 года, но не смогла пройти квалификацию в финал, заняв 17-е место.